# Filadélfia (kommun i Brasilien, Tocantins)
Filadélfia är en kommun i Brasilien.   Den ligger i delstaten Tocantins, i den centrala delen av landet, 900 km norr om huvudstaden Brasília. Antalet invånare är 8 502.
Omgivningarna runt Filadélfia är huvudsakligen savann. Runt Filadélfia är det mycket glesbefolkat, med 4 invånare per kvadratkilometer.